# Myslava
Myslava (deutsch Deutschendorf oder Teutschendorf, ungarisch Miszlóka) ist seit 1968 ein Stadtteil von Košice, im Okres Košice II in der Ostslowakei westlich der Innenstadt.
Der Ort wurde 1230 als Mysloa zum ersten Mal schriftlich erwähnt. Nach dem Tatareneinfällen wurden im Ort auf Geheiß König Belas Deutsche angesiedelt, diese wurden aber im Laufe der Jahrhunderte von den Slowaken assimiliert. Der Name Deutschendorf zeugt noch von diesem Teil der Geschichte.

## Bevölkerung
Nach der Volkszählung 2011 wohnten im Stadtteil Myslava 1997 Einwohner, davon 1861 Slowaken, 13 Magyaren, 12 Tschechen, fünf Russinen, 108 Ukrainer, jeweils drei Deutsche und Polen und ein Rom. Zwei Einwohner gaben eine andere Ethnie an und 97 Einwohner machten keine Angabe zur Ethnie.
1471 Einwohner bekannten sich zur römisch-katholischen Kirche, 76 Einwohner zur griechisch-katholischen Kirche, 37 Einwohner zur Evangelischen Kirche A. B., jeweils 13 Einwohner zu den Baptisten und zur orthodoxen Kirche, 10 Einwohner zur reformierten Kirche, fünf Einwohner zur Brüderbewegung, drei Einwohner zu den Zeugen Jehovas sowie jeweils ein Einwohner zu den Siebenten-Tags-Adventisten und zur evangelisch-methodistischen Kirche. Acht Einwohner bekannten sich zu einer anderen Konfession, 183 Einwohner waren konfessionslos und bei 176 Einwohnern wurde die Konfession nicht ermittelt.

## Bauwerke und Denkmäler
- römisch-katholische Bartholomäuskirche

Kirche St. Bartholomäus in Myslava
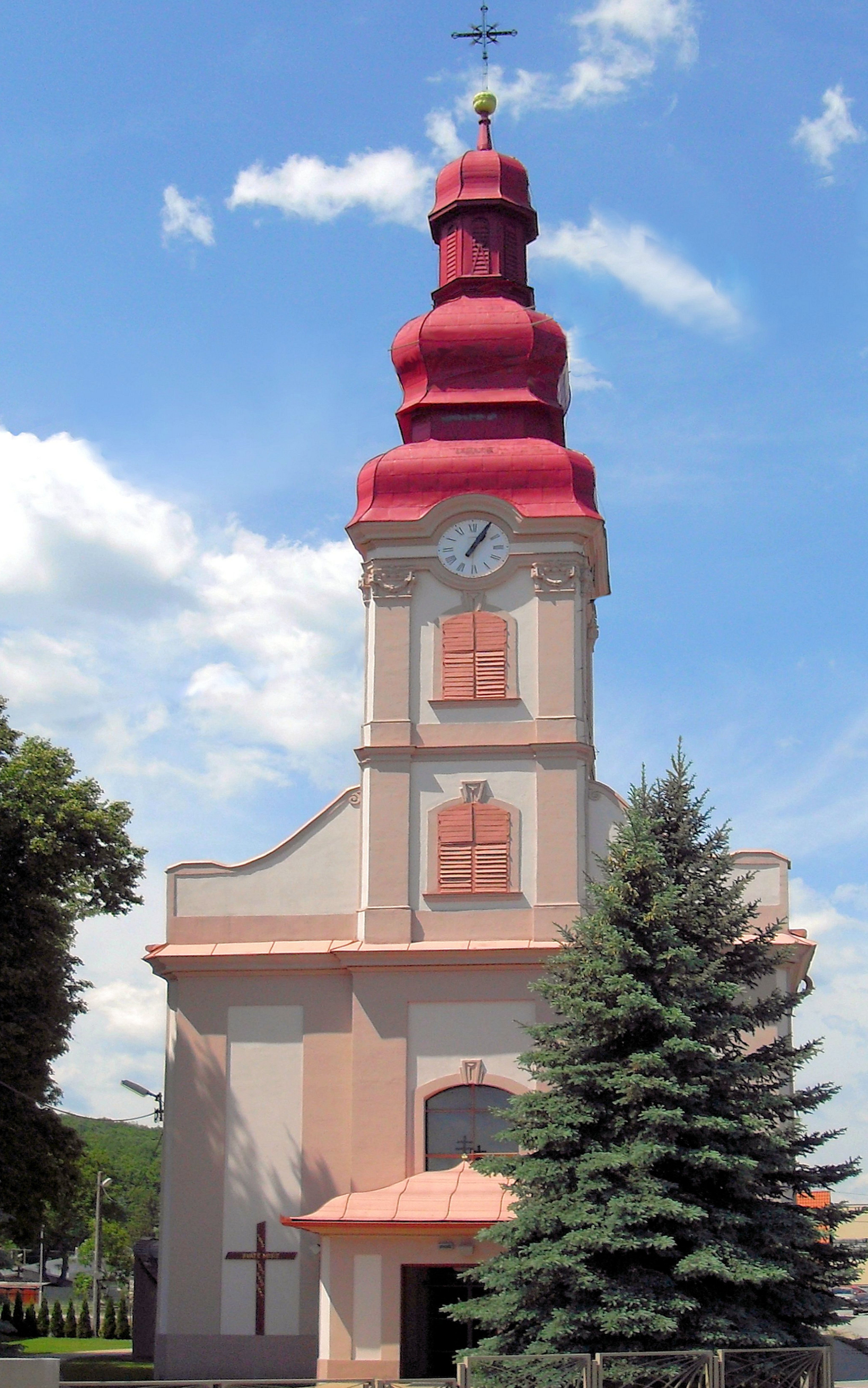
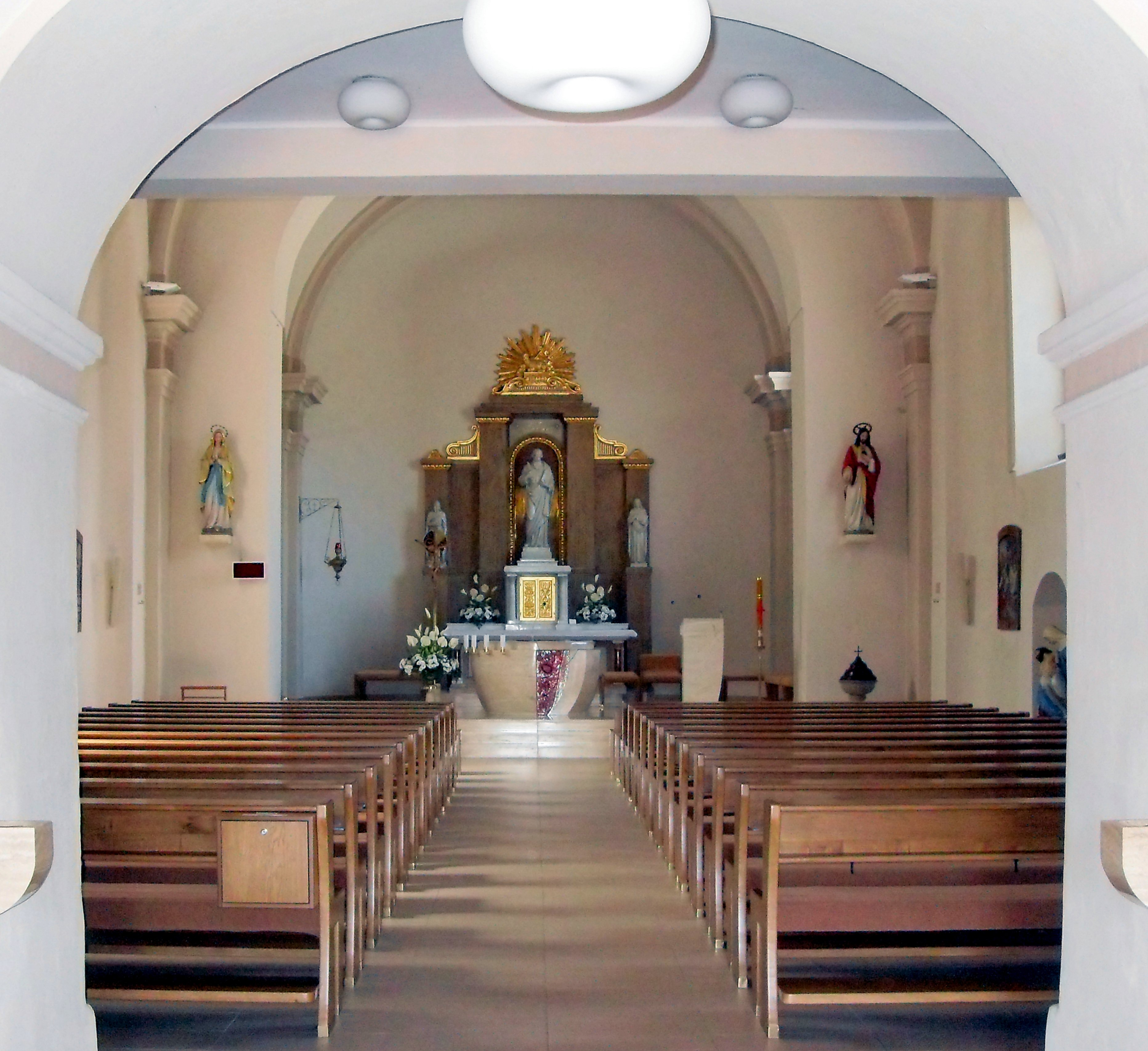